# 6 Heures de Watkins Glen 2018
Navigation
Édition précédente Édition suivante
La 68e édition des 6 Heures de Watkins Glen s'est déroulée du 28 juin 2018 au 1er juillet 2018. Il s'agissait de la sixième manche du championnat United SportsCar Championship 2018 et de la troisième manche de la mini série Coupe d'Endurance d'Amérique du Nord (ou CAEN).

## Circuit
Le Watkins Glen International (surnommé « The Glen ») est un circuit automobile situé près de Watkins Glen, dans l'État de New York aux États-Unis, à la pointe sud du Lac Seneca.

## Engagés
La liste officielle des engagés était composée de 42 voitures, dont 16 en Prototypes, 8 en Grand Touring Le Mans et 18 en Grand Touring Daytona.

## Essais libres

### Première séance, le vendredi de 10 h 25 à 11 h 25
| Pos. | Classe | N°  | Écurie                          | Temps                        | Tours |
| ---- | ------ | --- | ------------------------------- | ---------------------------- | ----- |
| 1    | P      | 6   | Acura Team Penske               | 1 min 33 s 562 (au 8e tour)  | 20    |
| 2    | P      | 10  | Konica Minolta Cadillac DPi-V.R | 1 min 34 s 476 (au 10e tour) | 25    |
| 3    | P      | 54  | CORE Autosport                  | 1 min 34 s 490 (au 27e tour) | 27    |
| 17   | GTLM   | 67  | Ford Chip Ganassi Racing        | 1 min 43 s 214 (au 9e tour)  | 21    |
| 18   | GTLM   | 66  | Ford Chip Ganassi Racing        | 1 min 43 s 420 (au 22e tour) | 22    |
| 19   | GTLM   | 911 | Porsche GT Team                 | 1 min 43 s 512 (au 9e tour)  | 24    |
| 24   | GTD    | 15  | 3GT Racing                      | 1 min 45 s 443 (au 9e tour)  | 22    |
| 25   | GTD    | 63  | Scuderia Corsa                  | 1 min 45 s 613 (au 6e tour)  | 24    |
| 26   | GTD    | 51  | Squadra Corse Garage Italia     | 1 min 45 s 768 (au 13e tour) | 25    |

### Deuxième séance, le vendredi de 14 h 50 à 15 h 50
| Pos. | Classe | N°  | Écurie                          | Temps                        | Tours |
| ---- | ------ | --- | ------------------------------- | ---------------------------- | ----- |
| 1    | P      | 54  | CORE Autosport                  | 1 min 33 s 481 (au 27e tour) | 28    |
| 2    | P      | 10  | Konica Minolta Cadillac DPi-V.R | 1 min 33 s 757 (au 7e tour)  | 27    |
| 3    | P      | 6   | Acura Team Penske               | 1 min 33 s 827 (au 23e tour) | 27    |
| 17   | GTLM   | 67  | Ford Chip Ganassi Racing        | 1 min 42 s 886 (au 7e tour)  | 26    |
| 18   | GTLM   | 66  | Ford Chip Ganassi Racing        | 1 min 43 s 084 (au 15e tour) | 25    |
| 19   | GTLM   | 912 | Porsche GT Team                 | 1 min 43 s 199 (au 30e tour) | 32    |
| 25   | GTD    | 29  | Montaplast avec Land Motorsport | 1 min 45 s 191 (au 25e tour) | 26    |
| 26   | GTD    | 14  | 3GT Racing                      | 1 min 45 s 442 (au 18e tour) | 24    |
| 27   | GTD    | 51  | Squadra Corse Garage Italia     | 1 min 45 s 492 (au 28e tour) | 28    |

### Troisième séance, le samedi de 8 h 00 à 9 h 00
| Pos. | Classe | N°  | Écurie                          | Temps                        | Tours |
| ---- | ------ | --- | ------------------------------- | ---------------------------- | ----- |
| 1    | P      | 6   | Acura Team Penske               | 1 min 32 s 975 (au 12e tour) | 18    |
| 2    | P      | 85  | JDC Miller Motorsports          | 1 min 33 s 137 (au 29e tour) | 29    |
| 3    | P      | 54  | CORE Autosport                  | 1 min 33 s 174 (au 23e tour) | 32    |
| 17   | GTLM   | 67  | Ford Chip Ganassi Racing        | 1 min 42 s 489 (au 22e tour) | 28    |
| 18   | GTLM   | 66  | Ford Chip Ganassi Racing        | 1 min 42 s 636 (au 24e tour) | 25    |
| 19   | GTLM   | 911 | Porsche GT Team                 | 1 min 42 s 779 (au 15e tour) | 23    |
| 25   | GTD    | 14  | 3GT Racing                      | 1 min 44 s 859 (au 13e tour) | 22    |
| 26   | GTD    | 15  | 3GT Racing                      | 1 min 44 s 905 (au 8e tour)  | 23    |
| 27   | GTD    | 29  | Montaplast avec Land Motorsport | 1 min 45 s 034 (au 13e tour) | 27    |

## Qualifications
| Pos. | Classe | N°  | Équipe                                 | Pilote               | Temps          | Tours |
| ---- | ------ | --- | -------------------------------------- | -------------------- | -------------- | ----- |
| 1    | P      | 54  | CORE Autosport                         | Colin Braun          | 1 min 32 s 350 | 6     |
| 2    | P      | 32  | United Autosports                      | Paul di Resta        | 1 min 32 s 356 | 3     |
| 3    | P      | 7   | Acura Team Penske                      | Ricky Taylor         | 1 min 32 s 638 | 4     |
| 4    | P      | 6   | Acura Team Penske                      | Dane Cameron         | 1 min 32 s 782 | 5     |
| 5    | P      | 85  | JDC Miller Motorsports                 | Simon Trummer        | 1 min 33 s 016 | 4     |
| 6    | P      | 22  | Tequila Patrón ESM                     | Pipo Derani          | 1 min 33 s 092 | 5     |
| 7    | P      | 52  | AFS/PR1 Mathiasen Motorsports          | Gustavo Yacamán      | 1 min 33 s 447 | 4     |
| 8    | P      | 10  | Konica Minolta Cadillac DPi-V.R        | Renger van der Zande | 1 min 33 s 528 | 7     |
| 9    | P      | 99  | JDC Miller Motorsports                 | Stephen Simpson      | 1 min 33 s 574 | 5     |
| 10   | P      | 38  | Performance Tech Motorsports           | James French         | 1 min 33 s 624 | 7     |
| 11   | P      | 31  | Whelen Engineering Racing              | Felipe Nasr          | 1 min 33 s 716 | 5     |
| 12   | P      | 90  | Spirit of Daytona Racing               | Tristan Vautier      | 1 min 33 s 761 | 3     |
| 13   | P      | 55  | Mazda Team Joest                       | Harry Tincknell      | 1 min 33 s 902 | 8     |
| 14   | P      | 5   | Mustang Sampling Racing                | Filipe Albuquerque   | 1 min 33 s 971 | 9     |
| 15   | P      | 2   | Tequila Patrón ESM                     | Scott Sharp          | 1 min 34 s 526 | 3     |
| 16   | GTLM   | 67  | Ford Chip Ganassi Racing               | Richard Westbrook    | 1 min 41 s 948 | 8     |
| 17   | GTLM   | 66  | Ford Chip Ganassi Racing               | Joey Hand            | 1 min 42 s 059 | 7     |
| 18   | GTLM   | 4   | Corvette Racing                        | Tommy Milner         | 1 min 42 s 365 | 9     |
| 19   | GTLM   | 3   | Corvette Racing                        | Antonio García       | 1 min 42 s 497 | 9     |
| 20   | GTLM   | 912 | Porsche GT Team                        | Earl Bamber          | 1 min 42 s 507 | 4     |
| 21   | GTLM   | 911 | Porsche GT Team                        | Patrick Pilet        | 1 min 42 s 615 | 8     |
| 22   | GTLM   | 24  | BMW Team RLL                           | Tom Blomqvist        | 1 min 43 s 277 | 7     |
| 23   | GTLM   | 25  | BMW Team RLL                           | Connor De Phillippi  | 1 min 43 s 539 | 5     |
| 24   | GTD    | 15  | 3GT Racing                             | Jack Hawksworth      | 1 min 44 s 499 | 6     |
| 25   | GTD    | 29  | Montaplast avec Land Motorsport        | Christopher Mies     | 1 min 44 s 611 | 4     |
| 26   | GTD    | 14  | 3GT Racing                             | Kyle Marcelli        | 1 min 44 s 712 | 3     |
| 27   | GTD    | 86  | Meyer Shank Racing avec Curb Agajanian | Álvaro Parente       | 1 min 44 s 742 | 4     |
| 28   | GTD    | 93  | Meyer Shank Racing avec Curb Agajanian | Lawson Aschenbach    | 1 min 44 s 778 | 4     |
| 29   | GTD    | 63  | Scuderia Corsa                         | Jeff Segal           | 1 min 44 s 812 | 4     |
| 30   | GTD    | 48  | Paul Miller Racing                     | Madison Snow         | 1 min 45 s 429 | 5     |
| 31   | GTD    | 58  | Wright Motorsports                     | Patrick Long         | 1 min 45 s 429 | 5     |
| 32   | GTD    | 71  | P1 Motorsports                         | Daniel Morad         | 1 min 45 s 724 | 7     |
| 33   | GTD    | 75  | SunEnergy1 Racing                      | Kenny Habul          | 1 min 45 s 802 | 4     |
| 34   | GTD    | 33  | Mercedes-AMG Team Riley Motorsports    | Ben Keating          | 1 min 45 s 803 | 7     |
| 35   | GTD    | 69  | HART                                   | Tom Dyer             | 1 min 45 s 891 | 5     |
| 36   | GTD    | 96  | Turner Motorsport                      | Don Yount            | 1 min 46 s 966 | 6     |
| 37   | GTD    | 44  | Magnus Racing                          | John Potter          | 1 min 47 s 076 | 5     |
| 38   | GTD    | 64  | Scuderia Corsa                         | Bill Sweedler        | 1 min 47 s 360 | 7     |
| 39   | GTD    | 51  | Squadra Corse Garage Italia            | Francesco Piovanetti | 1 min 47 s 481 | 4     |
| 40   | GTD    | 36  | CJ Wilson Racing                       | Till Bechtolsheimer  | 1 min 48 s 165 | 7     |
| 41   | GTD    | 73  | Park Place Motorsports                 | pas de temps         | pas de temps   |       |
| 42   | P      | 77  | Mazda Team Joest                       | pas de temps         | pas de temps   |       |

## Course

### Classement de la course
- Les vainqueurs de chaque catégorie sont signalés par un fond jauni.
- Pour la colonne Pneus, il faut passer le curseur au-dessus du modèle pour connaître le manufacturier de pneumatiques.

| Pos | Classe | no  | Écurie                                 | Pilotes                                                   | Châssis                        | Pneus | Tours | Temps               |
| Pos | Classe | no  | Écurie                                 | Pilotes                                                   | Moteur                         | Pneus | Tours | Temps               |
| --- | ------ | --- | -------------------------------------- | --------------------------------------------------------- | ------------------------------ | ----- | ----- | ------------------- |
| 1   | P      | 99  | JDC Miller Motorsports                 | Mikhail Goikhberg Stephen Simpson Chris Miller            | Oreca 07                       | C     | 202   | 6 h 00 min 26 s 867 |
| 1   | P      | 99  | JDC Miller Motorsports                 | Mikhail Goikhberg Stephen Simpson Chris Miller            | Gibson GK428 4,2 l V8 Atmo     | C     | 202   | 6 h 00 min 26 s 867 |
| 2   | P      | 54  | CORE Autosport                         | Jon Bennett Colin Braun Romain Dumas                      | Oreca 07                       | C     | 202   | + 1 s 954           |
| 2   | P      | 54  | CORE Autosport                         | Jon Bennett Colin Braun Romain Dumas                      | Gibson GK428 4,2 l V8 Atmo     | C     | 202   | + 1 s 954           |
| 3   | P      | 6   | Acura Team Penske                      | Dane Cameron Juan Pablo Montoya                           | Acura ARX-05                   | C     | 202   | + 2 s 096           |
| 3   | P      | 6   | Acura Team Penske                      | Dane Cameron Juan Pablo Montoya                           | Acura AR35TT 3,5 l V6 Turbo    | C     | 202   | + 2 s 096           |
| 4   | P      | 32  | United Autosports                      | Phil Hanson Bruno Senna Paul Di Resta                     | Ligier JS P217                 | C     | 202   | + 9 s 283           |
| 4   | P      | 32  | United Autosports                      | Phil Hanson Bruno Senna Paul Di Resta                     | Gibson GK428 4,2 l V8 Atmo     | C     | 202   | + 9 s 283           |
| 5   | P      | 10  | Konica Minolta Cadillac DPi-V.R        | Jordan Taylor Renger van der Zande                        | Cadillac DPi-V.R               | C     | 202   | + 12 s 158          |
| 5   | P      | 10  | Konica Minolta Cadillac DPi-V.R        | Jordan Taylor Renger van der Zande                        | Cadillac 5,5 l V8 Atmo         | C     | 202   | + 12 s 158          |
| 6   | P      | 5   | Mustang Sampling Racing                | Filipe Albuquerque Christian Fittipaldi Gabby Chaves      | Cadillac DPi-V.R               | C     | 202   | + 12 s 617          |
| 6   | P      | 5   | Mustang Sampling Racing                | Filipe Albuquerque Christian Fittipaldi Gabby Chaves      | Cadillac 5,5 l V8 Atmo         | C     | 202   | + 12 s 617          |
| 7   | P      | 31  | Whelen Engineering Racing              | Eric Curran Felipe Nasr Mike Conway                       | Cadillac DPi-V.R               | C     | 202   | + 18 s 727          |
| 7   | P      | 31  | Whelen Engineering Racing              | Eric Curran Felipe Nasr Mike Conway                       | Cadillac 5,5 l V8 Atmo         | C     | 202   | + 18 s 727          |
| 8   | P      | 85  | JDC Miller Motorsports                 | Robert Alon Simon Trummer Nelson Panciatici               | Oreca 07                       | C     | 202   | + 20 s 655          |
| 8   | P      | 85  | JDC Miller Motorsports                 | Robert Alon Simon Trummer Nelson Panciatici               | Gibson GK428 4,2 l V8 Atmo     | C     | 202   | + 20 s 655          |
| 9   | P      | 52  | AFS/PR1 Mathiasen Motorsports          | Sebastián Saavedra Gustavo Yacamán Will Owen              | Ligier JS P217                 | C     | 202   | + 1 min 00 s 247    |
| 9   | P      | 52  | AFS/PR1 Mathiasen Motorsports          | Sebastián Saavedra Gustavo Yacamán Will Owen              | Gibson GK428 4,2 l V8 Atmo     | C     | 202   | + 1 min 00 s 247    |
| 10  | P      | 55  | Mazda Team Joest                       | Jonathan Bomarito Spencer Pigot Harry Tincknell           | Mazda RT24-P                   | C     | 202   | + 1 min 13 s 100    |
| 10  | P      | 55  | Mazda Team Joest                       | Jonathan Bomarito Spencer Pigot Harry Tincknell           | Mazda MZ-2.0T 2.0 L I4 Turbo   | C     | 202   | + 1 min 13 s 100    |
| 11  | P      | 90  | Spirit of Daytona Racing               | Matthew McMurry Tristan Vautier                           | Cadillac DPi-V.R               | C     | 198   | + 4 tours           |
| 11  | P      | 90  | Spirit of Daytona Racing               | Matthew McMurry Tristan Vautier                           | Cadillac 5,5 l V8 Atmo         | C     | 198   | + 4 tours           |
| 12  | P      | 7   | Acura Team Penske                      | Hélio Castroneves Ricky Taylor                            | Acura ARX-05                   | C     | 198   | + 4 tours           |
| 12  | P      | 7   | Acura Team Penske                      | Hélio Castroneves Ricky Taylor                            | Acura AR35TT 3,5 l V6 Turbo    | C     | 198   | + 4 tours           |
| 13  | GTLM   | 66  | Ford Chip Ganassi Racing               | Joey Hand Dirk Müller                                     | Ford GT                        | M     | 190   | +12 tours           |
| 13  | GTLM   | 66  | Ford Chip Ganassi Racing               | Joey Hand Dirk Müller                                     | Ford EcoBoost 3.5 L V6 Turbo   | M     | 190   | +12 tours           |
| 14  | GTLM   | 3   | Corvette Racing                        | Antonio García Jan Magnussen                              | Chevrolet Corvette C7.R        | M     | 190   | + 12 tours          |
| 14  | GTLM   | 3   | Corvette Racing                        | Antonio García Jan Magnussen                              | Chevrolet LT 5,5 l V8 Atmo     | M     | 190   | + 12 tours          |
| 15  | GTLM   | 911 | Porsche GT Team                        | Patrick Pilet Nick Tandy                                  | Porsche 911 RSR                | M     | 190   | + 12 tours          |
| 15  | GTLM   | 911 | Porsche GT Team                        | Patrick Pilet Nick Tandy                                  | Porsche 4,0 l Flat-6 Atmo      | M     | 190   | + 12 tours          |
| 16  | GTLM   | 912 | Porsche GT Team                        | Earl Bamber Laurens Vanthoor                              | Porsche 911 RSR                | M     | 190   | + 12 tours          |
| 16  | GTLM   | 912 | Porsche GT Team                        | Earl Bamber Laurens Vanthoor                              | Porsche 4,0 l Flat-6 Atmo      | M     | 190   | + 12 tours          |
| 17  | GTLM   | 4   | Corvette Racing                        | Oliver Gavin Tommy Milner                                 | Chevrolet Corvette C7.R        | M     | 189   | + 13 tours          |
| 17  | GTLM   | 4   | Corvette Racing                        | Oliver Gavin Tommy Milner                                 | Chevrolet LT 5,5 l V8 Atmo     | M     | 189   | + 13 tours          |
| 18  | GTLM   | 67  | Ford Chip Ganassi Racing               | Ryan Briscoe Richard Westbrook                            | Ford GT                        | M     | 189   | + 13 tours          |
| 18  | GTLM   | 67  | Ford Chip Ganassi Racing               | Ryan Briscoe Richard Westbrook                            | Ford EcoBoost 3.5 L V6 Turbo   | M     | 189   | + 13 tours          |
| 19  | GTLM   | 25  | BMW Team RLL                           | Connor De Phillippi Alexander Sims Bill Auberlen          | BMW M8 GTE                     | M     | 189   | + 13 tours          |
| 19  | GTLM   | 25  | BMW Team RLL                           | Connor De Phillippi Alexander Sims Bill Auberlen          | BMW S63 4.0 L V8 Bi-Turbo      | M     | 189   | + 13 tours          |
| 20  | GTD    | 96  | Turner Motorsport                      | Dillon Machavern Markus Palttala Don Yount                | BMW M6 GT3                     | C     | 186   | + 16 tours          |
| 20  | GTD    | 96  | Turner Motorsport                      | Dillon Machavern Markus Palttala Don Yount                | BMW 4.4 L V8 Turbo             | C     | 186   | + 16 tours          |
| 21  | GTD    | 86  | Meyer Shank Racing avec Curb Agajanian | Katherine Legge Álvaro Parente                            | Acura NSX GT3                  | C     | 186   | + 16 tours          |
| 21  | GTD    | 86  | Meyer Shank Racing avec Curb Agajanian | Katherine Legge Álvaro Parente                            | Acura 3.5 L V6 Turbo           | C     | 186   | + 16 tours          |
| 22  | GTD    | 48  | Paul Miller Racing                     | Bryan Sellers Madison Snow                                | Lamborghini Huracán GT3        | C     | 186   | + 16 tours          |
| 22  | GTD    | 48  | Paul Miller Racing                     | Bryan Sellers Madison Snow                                | Lamborghini 5.2 L V10          | C     | 186   | + 16 tours          |
| 23  | GTD    | 15  | 3GT Racing                             | Jack Hawksworth David Heinemeier Hansson Mario Farnbacher | Lexus RC F GT3                 | C     | 186   | + 16 tours          |
| 23  | GTD    | 15  | 3GT Racing                             | Jack Hawksworth David Heinemeier Hansson Mario Farnbacher | Lexus 5.0 L V8                 | C     | 186   | + 16 tours          |
| 24  | GTD    | 33  | Mercedes-AMG Team Riley Motorsports    | Jeroen Bleekemolen Ben Keating Luca Stolz                 | Mercedes-AMG GT3               | C     | 186   | + 16 tours          |
| 24  | GTD    | 33  | Mercedes-AMG Team Riley Motorsports    | Jeroen Bleekemolen Ben Keating Luca Stolz                 | Mercedes-AMG M159 6.2 L V8     | C     | 186   | + 16 tours          |
| 25  | GTD    | 73  | Park Place Motorsports                 | Patrick Lindsey Jörg Bergmeister                          | Porsche 911 GT3 R              | C     | 186   | + 16 tours          |
| 25  | GTD    | 73  | Park Place Motorsports                 | Patrick Lindsey Jörg Bergmeister                          | Porsche 4.0 L Flat-6           | C     | 186   | + 16 tours          |
| 26  | GTD    | 63  | Scuderia Corsa                         | Cooper MacNeil Gunnar Jeannette Jeff Segal                | Ferrari 488 GT3                | C     | 186   | + 16 tours          |
| 26  | GTD    | 63  | Scuderia Corsa                         | Cooper MacNeil Gunnar Jeannette Jeff Segal                | Ferrari F154CB 3.9 L V8 Turbo  | C     | 186   | + 16 tours          |
| 27  | GTD    | 75  | SunEnergy1 Racing                      | Kenny Habul Thomas Jaeger Mikaël Grenier                  | Mercedes-AMG GT3               | C     | 186   | + 16 tours          |
| 27  | GTD    | 75  | SunEnergy1 Racing                      | Kenny Habul Thomas Jaeger Mikaël Grenier                  | Mercedes-AMG M159 6.2 L V8     | C     | 186   | + 16 tours          |
| 28  | GTD    | 58  | Wright Motorsports                     | Patrick Long Christina Nielsen Robert Renauer             | Porsche 911 GT3 R              | C     | 186   | + 16 tours          |
| 28  | GTD    | 58  | Wright Motorsports                     | Patrick Long Christina Nielsen Robert Renauer             | Porsche 4.0 L Flat-6           | C     | 186   | + 16 tours          |
| 29  | GTD    | 64  | Scuderia Corsa                         | Townsend Bell Frankie Montecalvo Bill Sweedler            | Ferrari 488 GT3                | C     | 185   | + 17 tours          |
| 29  | GTD    | 64  | Scuderia Corsa                         | Townsend Bell Frankie Montecalvo Bill Sweedler            | Ferrari F154CB 3.9 L V8 Turbo  | C     | 185   | + 17 tours          |
| 30  | GTD    | 36  | CJ Wilson Racing                       | Marc Miller (en) Till Bechtolsheimer                      | Acura NSX GT3                  | C     | 185   | + 17 tours          |
| 30  | GTD    | 36  | CJ Wilson Racing                       | Marc Miller (en) Till Bechtolsheimer                      | Acura 3.5 L Turbo V6           | C     | 185   | + 17 tours          |
| 31  | GTD    | 29  | Montaplast avec Land Motorsport        | Sheldon van der Linde Christopher Mies                    | Audi R8 LMS                    | C     | 177   | Abd                 |
| 31  | GTD    | 29  | Montaplast avec Land Motorsport        | Sheldon van der Linde Christopher Mies                    | Audi 5.2 L V10                 | C     | 177   | Abd                 |
| 32  | P      | 77  | Mazda Team Joest                       | Oliver Jarvis Tristan Nunez René Rast                     | Mazda RT24-P                   | C     | 166   | Abd                 |
| 32  | P      | 77  | Mazda Team Joest                       | Oliver Jarvis Tristan Nunez René Rast                     | Mazda MZ-2.0T 2,0 l I4 Turbo   | C     | 166   | Abd                 |
| 33  | GTLM   | 24  | BMW Team RLL                           | John Edwards Jesse Krohn Tom Blomqvist                    | BMW M8 GTE                     | M     | 163   | + 39 tours          |
| 33  | GTLM   | 24  | BMW Team RLL                           | John Edwards Jesse Krohn Tom Blomqvist                    | BMW S63 4.0 L V8 Bi-Turbo      | M     | 163   | + 39 tours          |
| 34  | P      | 38  | Performance Tech Motorsports           | James French Kyle Masson Joel Miller                      | Oreca 07                       | C     | 116   | Abd                 |
| 34  | P      | 38  | Performance Tech Motorsports           | James French Kyle Masson Joel Miller                      | Gibson GK428 4,2 l V8 Atmo     | C     | 116   | Abd                 |
| 35  | GTD    | 14  | 3GT Racing                             | Dominik Baumann Kyle Marcelli                             | Lexus RC F GT3                 | C     | 111   | Abd                 |
| 35  | GTD    | 14  | 3GT Racing                             | Dominik Baumann Kyle Marcelli                             | Lexus 5.0 L V8                 | C     | 111   | Abd                 |
| 36  | GTD    | 93  | Meyer Shank Racing avec Curb Agajanian | Lawson Aschenbach Justin Marks                            | Acura NSX GT3                  | C     | 76    | Abd                 |
| 36  | GTD    | 93  | Meyer Shank Racing avec Curb Agajanian | Lawson Aschenbach Justin Marks                            | Acura 3.5 L V6 Turbo           | C     | 76    | Abd                 |
| 37  | GTD    | 69  | HART                                   | Ryan Eversley (en) Chad Gilsinger Tom Dyer                | Acura NSX GT3                  | C     | 76    | Abd                 |
| 37  | GTD    | 69  | HART                                   | Ryan Eversley (en) Chad Gilsinger Tom Dyer                | Acura 3.5 L Turbo V6           | C     | 76    | Abd                 |
| 38  | GTD    | 71  | P1 Motorsports                         | JC Perez Loris Spinelli Daniel Morad                      | Mercedes-AMG GT3               | C     | 45    | Abd                 |
| 38  | GTD    | 71  | P1 Motorsports                         | JC Perez Loris Spinelli Daniel Morad                      | Mercedes-AMG M159 6.2 L V8     | C     | 45    | Abd                 |
| 39  | GTD    | 44  | Magnus Racing                          | Andy Lally John Potter Andrew Davis                       | Audi R8 LMS                    | C     | 184   | + 18 tours          |
| 39  | GTD    | 44  | Magnus Racing                          | Andy Lally John Potter Andrew Davis                       | Audi 5.2 L V10                 | C     | 184   | + 18 tours          |
| 40  | GTD    | 51  | Squadra Corse Garage Italia            | Francesco Piovanetti Ozz Negri Daniel Serra               | Ferrari 488 GT3                | C     | 167   | Abd                 |
| 40  | GTD    | 51  | Squadra Corse Garage Italia            | Francesco Piovanetti Ozz Negri Daniel Serra               | Ferrari F154CB 3.9 L V8 Turbo  | C     | 167   | Abd                 |
| 41  | P      | 2   | Tequila Patrón ESM                     | Ryan Dalziel Scott Sharp Olivier Pla                      | Nissan Onroak DPi              | C     | 32    | Abd                 |
| 41  | P      | 2   | Tequila Patrón ESM                     | Ryan Dalziel Scott Sharp Olivier Pla                      | Nissan VR38DETT 3,8 l V6 Turbo | C     | 32    | Abd                 |
| 42  | P      | 22  | Tequila Patrón ESM                     | Pipo Derani Johannes van Overbeek Nicolas Lapierre        | Nissan Onroak DPi              | C     | 8     | Abd                 |
| 42  | P      | 22  | Tequila Patrón ESM                     | Pipo Derani Johannes van Overbeek Nicolas Lapierre        | Nissan VR38DETT 3,8 l V6 Turbo | C     | 8     | Abd                 |

## Pole position et record du tour
- Pole position :  Colin Braun (#54 CORE Autosport) en 1 min 32 s 350
- Meilleur tour en course :  Ricky Taylor (#7 Acura Team Penske) en 1 min 33 s 424 au 57e tour.

## Tours en tête
- no 6 Acura ARX-05 - Acura Team Penske : 124 tours (1-21 / 25-46 / 53-69 / 84-93 / 105-116 / 120-142 / 148-166)[8]
- no 99 Oreca 07 - JDC Miller Motorsports : 30 tours (22 / 47-48 / 94-97 / 180-202)
- no 32 Ligier JS P217 - United Autosports : 25 tours (23-24 / 50-52 / 74-78 / 98-104 / 117-119 / 143-147)
- no 7 Acura ARX-05 - Acura Team Penske : 10 tours (49 / 70-73 / 79-83)
- no 10 Cadillac DPi-V.R - Konica Minolta Cadillac DPi-V.R : 4 tours (167-168 / 178-179)

## À noter
- Longueur du circuit : 4,06 km
- Distance parcourue par les vainqueurs : 820,12 km